# Tipula (Lunatipula) buchholzi
Tipula (Lunatipula) buchholzi is een tweevleugelige uit de familie langpootmuggen (Tipulidae). De soort komt voor in het Palearctisch gebied.